# Caloptilia verecunda
Caloptilia verecunda är en fjärilsart som beskrevs av Paolo Triberti 2004. Caloptilia verecunda ingår i släktet Caloptilia och familjen styltmalar.
Artens utbredningsområde är Namibia. Inga underarter finns listade i Catalogue of Life.